# Hesperidanthus linearifolius
Hesperidanthus linearifolius là một loài thực vật có hoa trong họ Cải. Loài này được (A. Gray) Rydb. mô tả khoa học đầu tiên năm 1907.